# Seu Quequé
Seu Quequé (nome completo: Aventuras Amorosas de Seu Quequé) é uma telenovela brasileira exibida pela TV Cultura entre 7 de junho e 2 de julho de 1982, às 19h30. Baseada no conto Pensão Riso da Noite (Cerveja, Sanfona e Amor), de José Condé, foi escrita por Wilson Rocha e dirigida por Edison Braga.

## Enredo
Nordeste brasileiro, final da década de 1920. O caixeiro-viajante Ezequias Vanderlei Lins, mais conhecido como Seu Quequé (Osmar Prado), é uma figura simpática, cheia de carisma e um homem íntegro e trabalhador que se dedica ao único código em que acredita: o amor. Ele se entrega a esse sentimento e, como resposta à sua completa dedicação, mantém três esposas, três famílias bem constituídas. Em Caruaru (Pernambuco), Quequé é casado com Eleuzina Lins (Solange Theodoro). Santinha Lins (Regina Dourado) é sua esposa em Penedo (Alagoas). E em Estância (Sergipe), Quequé é marido de Nicinha (Nice Martinelli). Essas três mulheres são seus legítimos rabos-de-saia. Óbvio que umas não sabem das outras, mas com todas ele é feliz e traz felicidade para todas elas.
Sempre vestindo terno de linho, chapéu-panamá, sapato de duas cores e um relógio de bolso, Quequé encarnava o machão brasileiro, mulherengo e falastrão. Mudava de personalidade, caráter e cores das roupas para se apresentar a cada esposa. Ao fazer malabarismos para atender aos desejos da fogosa Eleuzina, ele vestia bege; da aristocrástica Santinha, azul-marinho e preto; e da semi-adolescente Nicinha, branco.
Foi com uma enorme gargalhada que Nicinha conheceu o "Quequezão", os dois tiveram um filho e se tornaram inteiramente felizes. Nicinha é a mais nova das três esposas do caixeiro-viajante. Moleca, livre pela idade, inconseqüência e por uma graciosidade irresistíveis, mistura, em dosagens harmônicas, a inocência com o perigo, a ingenuidade com a feminilidade.
Santinha, a esposa do meio, é a recatada Dona Santa, mulher que enviuvou cedo, absolutamente bela e de origem aristocrática. Pessoa respeitadíssima em Chegança, por seu status, e muito cobiçada por sua beleza, ela é a imagem do recato e da fé, na verdade suas grandes armas de sedução. Recolheu-se em sua viuvez até que conheceu Ezequias, com quem se casou três meses depois e teve mais dois filhos, que cria junto com os dois do primeiro casamento.
Com Eleuzina, a relação é madura, meio maternal, profundamente honesta, na qual o caixeiro-viajante pode se mostrar como é. Pois nela reside a principal referência de Quequé.  Alegre, autêntica, vivida, forte, companheira de boemia, é com ela que o caixeiro-viajante se casou primeiro e teve quatro filhos. Ela é uma mulher que o mina com sensualidade e que o ama com proteção.
Se as esposas de Quequé não passam de uma grande fantasia, ou se são aspectos de uma única "mulher ideal", isso não se sabe, o fato é que elas existem e se completam, preenchendo a vida do caixeiro-viajante.

## Elenco
- Osmar Prado - Quequé

### Caruaru (PE)
- Solange Theodoro - Eleuzina Lins
- Roberto Bolant - Solón Macedo (caixeiro-viajante)
- Gulherme Corrêa - Major Sindô Siqueira
- Dulce Muniz - Dona Loló Siqueira
- Henrique Lisboa - Dr. Arlindo (dentista)
- Luís Carlos Gomes - Pé-de-Bombo (Eleutério)
- Ricardo Dias - Barbosinha
- Rubens Moral - Seu Sivuca (farmacêutico)
- Maria Vasco - Dona Etelvina
- Léa Camargo - Dona Nicinha

### Penedo (AL)
- Regina Dourado - Santinha Lins
- Indianara Gomes - Zizi
- Amaury Alvarez - Orlando
- Alceu Nunes - Padre
- Raimundo de Matos - Seu Quinquim (comerciante)
- Rubens Teixeira - Seu Prudenciano (advogado)

### Estância (SE)
- Nice Martinelli - Nicinha
- Fernando Bezerra - Compadre Lula da Vazante
- Sônia César - Comadre Maurícia
- Edson França - Dr. Viana (médico)
- Afonso Cláudio
- Assunta Mandelli
- Bob Stewart
- Cuberos Neto
- David Santoro
- Eudes Carvalho
- Jaime Marques Saraiva
- Jandira de Souza
- Jeremias Santos
- José Toledo
- Leal de Souza
- Líbero Ripoli Filho
- Mário Fusco
- Paulo Garfunkel
- Rô Mendonça
- Rubens Rollo
- Ruthinéia de Moraes
- Silvia Pompeo
- Vicente Baccaro
- Wilson Ribalto

### Crianças
- Alexandre
- Cláudio
- Elaine
- Jussara
- Lilian Vizzacchero
- Margareth
- Pérsio
- Priscila
- Roberto

### Outros personagens
- Florência
- Caixeiro Juca
- Caixeiro Claudinho
- Jandira
- Costinha, dono de bar
- Antônio Oliveira Rodrigues, patrão de Quequé

## Curiosidades
- Antes da Rede Globo produzir Rabo-de-saia, a Cultura também adaptou o mesmo texto com produção menor e segmento linear da história, dando mais fidelidade ao original de José Condé.
- Na época em que esteve nas mãos do Grupo IBF, a Rede Manchete comprou esse "Tele-Romance" da Cultura e o reprisou em 1992, como um "tapa-buraco".
- A própria Cultura também reprisou Seu Quequé na década de 1980 e de 11 de maio a 14 de junho de 2005.